# Vicealmirante

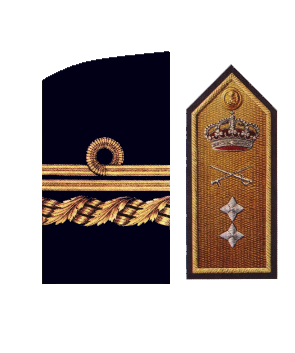
Divisas de vicealmirante de la Armada Española

Vicealmirante es un grado militar del escalafón de oficiales de las armadas, inmediatamente superior al de contraalmirante e inferior al de almirante. Dependiendo de los países se corresponde al de general de división o al de teniente general en los ejércitos de tierra o en las fuerzas aéreas.

## Países

#### España
Es el grado de oficial general por encima del de contralmirante y por debajo del de almirante.
En la Armada Española, las divisas de vicealmirante son 1 entorchado (distintivo del almirantazgo) y sobre este, 2 galones de 14 mm, el superior formando una «coca» en las bocamangas; en las palas, que son de color dorado, el grado se representa por 1 bastón de mando y 1 sable cruzados (símbolo tradicional del generalato) sobre 2 estrellas plateadas de 4 puntas; sobre todo el conjunto, 1 corona real.

### Iberoamérica

#### Argentina
En la Armada Argentina el vicealmirante es un grado de oficial superior ubicado por arriba del contraalmirante y por debajo del almirante.

#### Chile
El grado de vicealmirante, fue creado en 1818 como máximo grado de la Armada de Chile, equivalente a general de división y su primer agraciado fue el británico Thomas Cochrane. 
Accede a este grado el contraalmirante con al menos dos años, que es seleccionado por el comandante en jefe de la Armada y su ascenso propuesto al presidente de la República, quien lo aprueba en última instancia. Durante la permanencia en el grado se desempeña como comandante de Operaciones Navales, director de alguna de las Direcciones Generales de la Armada, jefe del Estado Mayor Conjunto o jefe del Estado Mayor General de la Armada. Puede permanecer en el grado hasta cumplir 41 años de servicio naval. Su distintivo es un galón dorado de 45 mm ubicado en la bocamanga y sobre este dos galones dorados de 14 mm, sobre el conjunto, se ubica una estrella dorada.

### Estados Unidos
En la Armada de los Estados Unidos el grado de vicealmirante se encuentra precedido por el contraalmirante y sucedido por el almirante.